# NGC 5908
NGC 5908 is een spiraalvormig sterrenstelsel in het sterrenbeeld Draak. Het hemelobject werd op 5 mei 1788 ontdekt door de Duits-Britse astronoom William Herschel.

## Synoniemen
- UGC 9805
- MCG 9-25-41
- ZWG 274.39
- IRAS 15153+5535
- PGC 54522